# Mantorville (Minnesota)
Mantorville – miasto w Stanach Zjednoczonych, w stanie Minnesota, siedziba administracyjna hrabstwa Dodge.